# 寒川豊岡海浜公園
寒川豊岡海浜公園（さんがわとよおかかいひんこうえん）は、愛媛県四国中央市寒川町と豊岡町の境にある海水浴場。愛称はふれあいビーチ。しこちゅービーチとも言う。旧名称は、寒川海水浴場。

## 概要
昔は自然海岸の海水浴場であったが、近くに寒川臨海工業団地を埋立造成した後、潮の流れが変わり砂が流出してしまった。その為、4年の歳月をかけて2007年に人工砂浜海岸として生まれ変わった。リニューアル事業費は約9億円。園内には、東屋・トイレ・更衣室・シャワー室などの施設がある。釣りや水上レジャーが盛ん。映画「書道ガールズ!!わたしたちの甲子園」のロケ地、また夏フェス「SUNBURST」の会場でもある。

## アクセス
- 松山自動車道・土居ICから国道11号経由、または愛媛県道13号壬生川新居浜野田線と市道寒川豊岡海岸線経由で約8分。
- JR予讃線伊予寒川駅から徒歩約5分。
- せとうちバス寒川駅前下車、徒歩約7分。

## 付近の観光スポット
- 翠波高原
- 霧の森
- 霧の高原
- 塩塚高原
- 三角寺
- 川之江城
- 富郷ダム

座標: 北緯33度58分13秒 東経133度29分46秒 / 北緯33.97028度 東経133.49611度